# Самотовка Ярослав Іванович
Яросла́в Іва́нович Самото́вка (псевдо: «Прокопів», «Бойко»; 10 вересня 1913, тепер — смт. Войнилів, Калуського району, Івано-Франківської області — липень 1942, м. П'ятихатки, тепер — Кам'янського району, Дніпропетровської області) — адвокат, діяч ОУН, учасник похідної групи ОУН, викладач Дніпропетровського державного українського університету.

## Життєпис
Ярослав Самотовка народився 10 вересня 1913 року в містечку Войнилів, Калуського повіту, Королівства Галичини та Володимирії, Австро-Угорщина. Мав молодшого брата і сестру. Батько був директором школи в сусідньому селі Середнє.

### Навчання та політична діяльність
У 1923 успішно закінчив місцеву народну школу, в 1931 закінчив Станиславівську українську гімназію і вступив до Львівського університету, де навчався на факультеті права.
З 1932 — член ОУН. По закінченню університету Ярослав з 1935 року працював адвокатом у Тисмениці, був міським провідником ОУН (псевдо — «Прокопів»). Поліція неодноразово обшукувала канцелярію і житло, однак документи й літературу він ховав у довірених осіб у Тисмениці, Пшеничниках, Клубівцях.
У вересні 1939 року після радянської окупації Галичини емігрував до Кракова, де працював у відділі пропаганди Проводу ОУН. Маму Ярослава більшовики 22 травня 1941 року разом з молодшим братом Романом вивезли в Туруханський район Красноярського краю, в Галичину вони змогли повернутися лише в 1966 році.

### Учасник похідної групи ОУН
Влітку 1941 року став членом Південної похідної групи ОУН (M), яка йшла маршрутом Львів — Тернопіль — Проскурів — Вінниця — Умань — Кіровоград — Дніпропетровськ. У перших числах липня востаннє короткочасно побував у Войнилові. Брав участь в утворенні українського управління в Гайсині, Христинівці, Знам'янці тощо. У вересні 1941 року професором Іваном Розгоном запрошений на працю до Дніпропетровського державного українського університету, був членом ректорату. Там навесні 1942 року захистив дисертацію «Українське право у часи Литовської держави XIV — початку XV століття» і здобув ступінь магістра права. У підпіллі підтримував зв'язок з Новомосковськом, Павлоградом і довколишніми селами, діяв під псевдо «Бойко». У липні 1942 року взяв відпустку й поїхав до Києва, куди не доїхав. Знайдений мертвим на узбіччі колії в П'ятихатках. Причина смерті — ножове поранення в живіт, мертвим викинутий з поїзда.